# Język arikara
Język arikara, także arikaree, arikari, arikaris, ree, ris – wymierający język należący do rodziny języków kaddo, używany przez Arikarów w rezerwacie Fort Berthold w Dakocie Północnej.
W 2007 roku 10 osób posługiwało się tym językiem. Język jest dobrze udokumentowany, m.in. by zachować brzmienie języka i dziedzictwo literatury ustnej, w latach 70., 80. i 90. XX wieku dokonano nagrań legend i historii plemienia opowiadanych przez starszych Arikarów. W 1996 roku opracowano program nauki języka dla szkół. Od 2014 roku dostępne są aplikacje do nauki języka arikara.